# مارتین بریکنل
مارتین بریکنل (انگلیسی: Martin Bricknell؛ زادهٔ ۱۴ دسامبر ۱۹۶۳) فرد نظامی است. وی همچنین برندهٔ جوایزی همچون نشان حمام و نشان ستاره برنزی شده‌است.